# Blueface
Johnathan Michael Porter (ur. 20 stycznia 1997 w Los Angeles) znany pod pseudonimem jako Blueface amerykański raper i autor tekstów. Jego charakterystyczną cechą jest niecodzienny styl rapowania. Stworzył takie piosenki jak ''Bleed It'', ''Respect My Crypn'' lub ''Thotiana''. Remix piosenki ''Thotiana'' z raperką Cardi B ma ponad 200 milionów wyświetleń na platformie YouTube. Johnathan Porter swój debiutancki album pt. ''Famous Cryp'' wydał w czerwcu 2018 roku.

## Dyskografia

### Najwyższa Pozycja
| Rok  | Tytuł          | US | US R&B/HH | CAN | FRA | NZL | SWE | UK | Certyfikaty | Album |
| ---- | -------------- | -- | --------- | --- | --- | --- | --- | -- | ----------- | ----- |
| 2017 | ''F*ck It Up'' | -  | -         | -   | -   | -   | -   | -  | -           | -     |
|      |                |    |           |     |     |     |     |    |             |       |
|      |                |    |           |     |     |     |     |    |             |       |